# Eckstumpf
Eckstumpf ist ein aus einer Hofschaft hervorgegangener Wohnplatz in der bergischen Großstadt Solingen.

## Lage und Beschreibung
Der heute in der geschlossenen Bebauung aufgegangene Ort Eckstumpf liegt im Solinger Stadtteil Wald, an der Grenze zum Nachbarstadtteil Gräfrath. Der Ort befindet sich auf einem Höhenzug, der sich zwischen dem Nümmener und dem Demmeltrather Bach bei Eckstumpf auf rund 230 Meter über NHN erhebt. Die zu dem Ort gehörenden Gebäude befinden sich an der Heresbachstraße sowie der Straße Eckstumpf, die von der Heresbachstraße als Stichstraße abzweigt. Im Ort ist noch ein altes Schieferhaus erhalten, die meisten noch vorhandenen Gebäude entstanden in der Nachkriegszeit.
Benachbarte Orte sind bzw. waren (von Nord nach West): Ehren, Nümmen, Foche, Heide, Vogelsang, Demmeltrath, Strauch, Delle, Fuhr und Ehrener Mühle.

## Etymologie
Der Ortsname ist vermutlich von den nach Rodungen zurückbleibenden Baumstümpfen (= -stumpf) abgeleitet. Das Bestimmungswort Eck- deutet auf den Eichenbaum, vermutlich handelte es sich also um Eichenstümpfe, bei denen der Ort entstand.

## Geschichte
In dem Kartenwerk Topographia Ducatus Montani, Blatt Amt Solingen, von Erich Philipp Ploennies ist der Ort mit einer Hofstelle verzeichnet und als Ecſtump eingezeichnet. Er befindet sich unmittelbar angrenzend an Hahnenhaus. Die Topographische Aufnahme der Rheinlande von 1824 verzeichnet den Ort als Eichstumpf und die Preußische Uraufnahme von 1844 als Eckstump. In der Topographischen Karte des Regierungsbezirks Düsseldorf von 1871 ist der Hof als Eckstumpf verzeichnet.
1815/16 lebten 30 Einwohner im Ort. 1830 gehörte der als Weiler bezeichnete Eckstump zur Bürgermeisterei Gräfrath, im Ort lebten zu dieser Zeit 35 Menschen. 1832 war Eckstumpf Teil der Honschaft (Ketz-)Berg innerhalb der Bürgermeisterei Gräfrath.  Der nach der Statistik und Topographie des Regierungsbezirks Düsseldorf als Hofstadt kategorisierte Ort besaß zu dieser Zeit sechs Wohnhäuser, eine Fabrik bzw. Mühle und zehn landwirtschaftliche Gebäude. Zu dieser Zeit lebten 29 Einwohner im Ort, allesamt evangelischen Bekenntnisses. Die Gemeinde- und Gutbezirksstatistik der Rheinprovinz führt den Ort 1871 mit neun Wohnhäusern und 67 Einwohnern auf. Im Gemeindelexikon für die Provinz Rheinland werden 1885 elf Wohnhäuser mit 64 Einwohnern angegeben. 1895 besitzt der Ortsteil zehn Wohnhäuser mit 49 Einwohnern, 1905 werden elf Wohnhäuser und 74 Einwohner angegeben.
Nach der Gründung der Mairie und späteren Bürgermeisterei Gräfrath im Jahre 1808 lag Eckstumpf direkt an der Gemeindegrenze von Gräfrath zu Wald. Die Grenzstraße (die heutige Heresbachstraße), markierte diese Gemeindegrenze. Der Nachbarort Hahnenhaus befand sich auf Walder Stadtgebiet. Mit der Städtevereinigung zu Groß-Solingen im Jahre 1929 wurden beide Orte nach Solingen eingemeindet. Nach den heutigen Stadtbezirksgrenzen gehört Eckstumpf zu Wald.